# 인출선

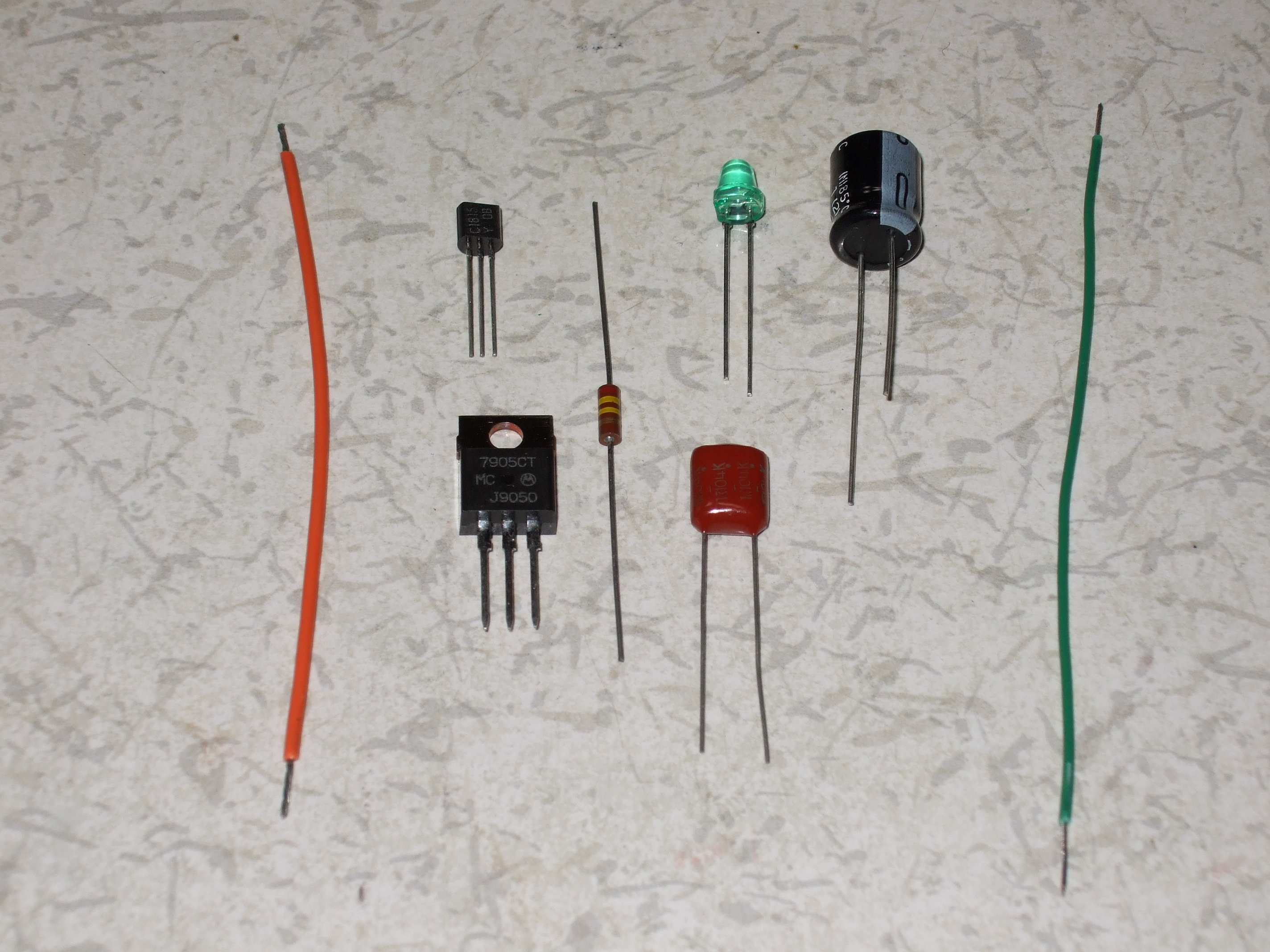
여러 종류의 인출선. 인출선은 전기적 부분이나 전자 부품에 연결된 금속 선이다. 인출선은 공간상에서 두 부위를 전기적으로 연결하는데 사용되는 코팅된 구리선, 주석도금된 구리선 또는 전기적 전도성을 가진 선이다.

전자공학에서 인출선은 장치로부터 나온 선이나 금속 패드(SMD)로 전기적으로 연결하는데 사용된다. 인출선은 장치를 물리적으로 지지하고, 전력을 전송하고, 회로를 측정하거나(멀티미터 참조), 정보를 송신하고, 때로는 히트 싱크로 사용된다. 스루홀(through-hole) 부품을 통해 연결하는 작은 인출선은 주로 핀이라 부른다.
축전기, 저항, 유도기(inductor)와 같은 상당수의 전자 부품은 2개의 인출선을 가지고 있지만, 집적회로(IC)의 경우 수백개의 인출선을, 가장 큰 볼 그리드 배열(BGA) 장치의 경우 천 개 이상의 인출선을 가지고 있다. IC핀은 주로 영문자 "J"처럼 패키지 몸체 밑에 구부러져 있거나 (J-lead), 보드에 장착할 수 있도록 평평한 형태이다(S-lead 또는 gull-lead).
대부분의 집적 회로 패키징 방식은 인출선 프레임 위에 실리콘 칩을 놓고, 인출선 프레임의 금속 인출선과 칩을 와이어 본딩한 후, 플라스틱으로 칩의 덮개를 씌운다. 패키징된 플라스틱에서 돌출된 금속 인출선은 스루홀 핀을 만들기 위하여 길게 잘라서(cut long) 구부리거나, 표면 실장용 인출선으로 만들기 위해 짧게 잘라서(cut short) 구부린다. 인출선 프레임은 소형 집적회로 (SOIC), 4평면 패키지 (QFP) 등과 갈이 인출선이 있는 표면 실장 패키지와 이중 직렬 패키지 (DIP)와 같은 스루홀 패키징에서 사용된다. 또한 노출된 핀이 없는 4평면 패키지 (QFN)와 같이 leadless나 "무인출선(no-lead)" 패키지에도 인출선 프레임이 사용된다.
인출선 프레임(핀도 포함하여)은 간혹 인바 합금의 하나인 FeNi42로 만들기도 한다.

## 전기 효과
대부분의 회로 설계에서는 인출선이 부품에 전기적 영향을 주지 않는다고 볼 수 있다. 하지만 높은 주파수를 사용하는 아주 작은 크기의 회로에서는 꼭 그렇지만은 않다. 이러한 환경하에서는 인출선의 물리적 구조에 의해 회로에 전기적 영향을 주게 된다. 인출선은 대개 부품을 회로에 연결하는 금속으로 된 연결 부위이다. 인출선의 양끝간에는 아주 작은 전기 용량(capacitance)이 있으며, 각 인출선에는 매우 작은 인덕턴스(inducance)와 저항이 존재하게 되는데, 부품의 임피던스는 장치를 통해 전달되는 신호의 주파수와 장치의 인덕턴스 및 전기 용량의 함수이므로, 인출선은 무선 주파수(RF) 회로의 부품 특성에 상당한 변화를 불러 일으킬 수 있다.

## 같이 보기
1. ↑  Freescale. "Lead Frame Packaging Technology".
2. ↑  Shinko. "IC Package Lead Frame" 보관됨 2014-02-01 - 웨이백 머신